# Riemann-integrálás
Az integrálszámítás tágabb értelemben a matematika analízis nevű ágának a része, újabb és szűkebb értelemben azonban csak a primitív függvények meghatározásának módszertanát és technikáit értjük alatta. Eredeti tárgykörét a 20. században jelentős eredményekkel gazdagított mérték- és integrálelmélet fogadta magába.
A matematikában az integrál fogalma alatt általában a valós függvénytan kalkulusán belül oktatott, Riemann-féle integrál fogalmát értjük, és az integrálszámítás szűkebb értelemben vett célja valós függvények primitív függvényeinek meghatározása, és ezek alkalmazása különféle (például geometriai és statikai) problémák megoldásában.

## Alapintegrálok
Alapintegráloknak nevezzük az elemi valós függvények differenciálási szabályainak megfordításából adódó primitív függvényeket.
| {\displaystyle \int x^{n}\,dx}                           | {\displaystyle ={\frac {x^{n+1}}{n+1}}+c}                              | {\displaystyle (x\in \mathbb {R} ,n\in \mathbb {N} )}                                                                                               | {\displaystyle \int x^{\alpha }\,dx}                     | {\displaystyle ={\frac {x^{\alpha +1}}{\alpha +1}}+c}     | {\displaystyle (x\in \mathbb {R} ^{+},-1\neq \alpha \in \mathbb {R} )}                                                                                 |
| {\displaystyle \int {\frac {1}{x}}\,dx}                  | {\displaystyle =\,\ln \|x\|+c}                                         | {\displaystyle (0\neq x\in \mathbb {R} )} | {\displaystyle \int e^{x}\,dx}                           | {\displaystyle =\,e^{x}+c}                                | {\displaystyle (x\in \mathbb {R} )} |
| {\displaystyle \int a^{x}\,dx}                           | {\displaystyle ={\frac {a^{x}}{\ln a}}+c}                              | {\displaystyle (x\in \mathbb {R} ,1\neq a\in \mathbb {R} ^{+})}                                                                                     | {\displaystyle \int \sin x\,dx}                          | {\displaystyle =-\cos x\,+c}                              | {\displaystyle (x\in \mathbb {R} )} |
| {\displaystyle \int \cos x\,dx}                          | {\displaystyle =\sin x\,+c}                                            | {\displaystyle (x\in \mathbb {R} )} | {\displaystyle \int {\frac {1}{\sin ^{2}x}}\,dx}         | {\displaystyle =-\mathrm {ctg} \,x\,+c}                   | {\displaystyle (k\pi \neq x\in \mathbb {R} ,k\in \mathbb {Z} )}                                                                                        |
| {\displaystyle \int {\frac {1}{\cos ^{2}x}}\,dx}         | {\displaystyle =\mathrm {tg} \,x\,+c}                                  | {\displaystyle ({\frac {k\pi }{2}}\neq x\in \mathbb {R} ,k\in \mathbb {Z} )}                                                                        | {\displaystyle \int \mathrm {sh} \,x\,dx}                | {\displaystyle =\mathrm {ch} \,x\,+c}                     | {\displaystyle (x\in \mathbb {R} )} |
| {\displaystyle \int \mathrm {ch} \,x\,dx}                | {\displaystyle =\mathrm {sh} \,x\,+c}                                  | {\displaystyle (x\in \mathbb {R} )} | {\displaystyle \int {\frac {1}{\mathrm {sh} ^{2}x}}\,dx} | {\displaystyle =-\mathrm {cth} \,x\,+c}                   | {\displaystyle (0\neq x\in \mathbb {R} )} |
| {\displaystyle \int {\frac {1}{\mathrm {ch} ^{2}x}}\,dx} | {\displaystyle =\mathrm {th} \,x\,+c}                                  | {\displaystyle (x\in \mathbb {R} )} | {\displaystyle \int {\frac {1}{1+x^{2}}}\,dx}            | {\displaystyle =\mathrm {arc\,tg} \,x\,+c}                | {\displaystyle (x\in \mathbb {R} )} |
| {\displaystyle \int {\frac {1}{1-x^{2}}}\,dx}            | {\displaystyle ={\frac {1}{2}}\ln \left\|{\frac {x+1}{x-1}}\right\|+c} | {\displaystyle =\left\{{\mathrm {ar\,th} \,x+c\quad (1>\|x\|\in \mathbb {R} ) \atop \mathrm {ar\,cth} \,x+c\quad (1<\|x\|\in \mathbb {R} )}\right.} | {\displaystyle \int {\frac {1}{\sqrt {1-x^{2}}}}\,dx}    | {\displaystyle =\mathrm {arc\,sin} x\,+c}                 | {\displaystyle (1>\|x\|\in \mathbb {R} )} |
| {\displaystyle \int {\frac {1}{\sqrt {1+x^{2}}}}\,dx}    | {\displaystyle =\mathrm {ar\,sh} \,x+c}                                | {\displaystyle (x\in \mathbb {R} )} | {\displaystyle \int {\frac {1}{\sqrt {x^{2}-1}}}\,dx}    | {\displaystyle =\ln \left\|x+{\sqrt {x^{2}-1}}\right\|+c} | {\displaystyle =\left\{\;{\mathrm {ar\,ch} \,x+c\quad \quad (1<x\in \mathbb {R} ) \atop \!-\mathrm {ar\,ch} (-x)+c\quad (1>x\in \mathbb {R} )}\right.} |

## Általános integrálási szabályok

### Tagonkénti integrálás
A tagonkénti integrálás az integrálandó lineáris kifejezések széttagolhatóságát jelenti, a következő műveleti tulajdonságok folytán:
Additivitás
Összegfüggvény (különbségfüggvény) primitív függvénye a tagok primitív függvényeinek összege (különbsége).
Homogenitás
Függvény konstansszorosának primitív függvénye a függvény primitív függvényének konstansszorosa.
Tagonként integrálható függvények például a polinomfüggvények.

### Parciális integrálás
A vizsgált intervallumon folytonosan differenciálható f és g függvények esetén
Parciálisan integrálhatók például a sinn x, cosn x, exsinn x és excosn x függvények, továbbá P(x) valós polinomfüggvény esetén parciálisan integrálható:
- {\displaystyle P(x)\,e^{x}\qquad f(x)=P(x),\ g'(x)=e^{x}}  választással;
- {\displaystyle P(x)\ln x\qquad f(x)=\ln x,\ g'(x)=P(x)}  választással;
- {\displaystyle P(x)\sin x\qquad f(x)=P(x),\ g'(x)=\sin x}  választással;
- {\displaystyle P(x)\cos x\qquad f(x)=P(x),\ g'(x)=\cos x}  választással;
- {\displaystyle P(x)\,\mathrm {arc\,sin} \;x\qquad f(x)=\mathrm {arc\,sin} \;x,\ g'(x)=P(x)}  választással;
- {\displaystyle P(x)\,\mathrm {arc\,tg} \;x\qquad f(x)=\mathrm {arc\,tg} \;x,\ g'(x)=P(x)}  választással.

### Helyettesítéses integrálás
A vizsgált intervallumon folytonos f és folytonosan differenciálható g függvény esetén, ha F = ∫ f(x) dx, akkor
Megjegyzés. A helyettesítést az f( g(x) ) g'(x) alakú integrandus esetén konkrétan is elvégezhetjük, ha bevezetjük a t = g(x) új integrálási változót. Ennek differenciálja pont dt = g'(x) dx, így ekkor az integrál ∫ f(t) dt alakot ölt:
Nevezetes alesetek:
| {\displaystyle \int f(ax+b)\,dx}                      | {\displaystyle ={\frac {F(ax+b)}{a}}+C}                      | (a lineáris belső függvény esete)    |
| {\displaystyle \int [g(x)]^{\alpha }\,g'(x)\,dx}      | {\displaystyle \ ={\frac {[g(x)]^{\alpha +1}}{\alpha +1}}+C} | {\displaystyle (\alpha \neq -1)}     |
| {\displaystyle \int {\frac {g'(x)}{g(x)}}\,dx}        | {\displaystyle \ =\ln \|g(x)\|+C}                            |                                      |
| Az utolsó példa konkrét alkalmazásaiként kapjuk, hogy |                                                              |                                      |
| {\displaystyle \int \mathrm {tg} \;x\,dx}             | {\displaystyle =-\int {\frac {\cos '(x)}{\cos(x)}}\,dx}      | {\displaystyle \ =-\ln \|\cos x\|+C} |
| illetve                                               |                                                              |                                      |
| {\displaystyle \int \mathrm {ctg} \;x\,dx}            | {\displaystyle =\int {\frac {\sin '(x)}{\sin(x)}}\,dx}       | {\displaystyle =\ \ln \|\sin x\|+C}  |

## Speciális integrálási módszerek

### Racionális törtfüggvények integrálása
Egy valós változóból és valós számokból a négy alapművelettel képzett, végső soron két polinom hányadosaként előálló {\displaystyle \,R(x)} racionális törtfüggvény integrálása a következő lépésekben történhet:
1. A valós együtthatós racionális {\displaystyle \,R(x)} törtfüggvényt maradékos osztással az {\displaystyle R(x)=r(x)+{\frac {P(x)}{Q(x)}}} alakra hozzuk, ahol a {\displaystyle \,P(x)} polinom fokszáma már kisebb, mint a {\displaystyle \,Q(x)} polinom fokszáma.
2. A {\displaystyle \,Q(x)} nevezőt első- és (negatív diszkriminánsú) másodfokú főpolinomok egyértelműen előálló szorzatára bontjuk:

1. A {\displaystyle {\frac {P(x)}{Q(x)}}} törtet a {\displaystyle \,Q(x)} faktorainak megfelelő parciális törtek összegére bontjuk fel: {\displaystyle {\frac {P(x)}{Q(x)}}={\frac {A_{11}}{x-a_{1}}}+{\frac {A_{12}}{(x-a_{1})^{2}}}+\cdots +{\frac {A_{1k_{1}}}{(x-a_{1})^{k_{1}}}}+\cdots } {\displaystyle \cdots +{\frac {A_{n1}}{x-a_{n}}}+{\frac {A_{n2}}{(x-a_{n})^{2}}}+\cdots +{\frac {A_{nk_{n}}}{(x-a_{n})^{k_{n}}}}+}               {\displaystyle +{\frac {B_{11}x+C_{11}}{x^{2}+b_{1}x+c_{1}}}+\cdots +{\frac {B_{1l_{1}}x+C_{1l_{1}}}{(x^{2}+b_{1}x+c_{1})^{l_{1}}}}+\cdots }   {\displaystyle \cdots +{\frac {B_{m1}x+C_{m1}}{x^{2}+b_{m}x+c_{m}}}+\cdots +{\frac {B_{ml_{m}}x+C_{ml_{m}}}{(x^{2}+b_{m}x+c_{m})^{l_{m}}}}} A parciális törtek {\displaystyle \,A_{ij},B_{ij},C_{ij}} együtthatói a megfelelő lineáris egyenletrendszer megoldásával számíthatók ki.
2. A parciális törtekre bontott kifejezést tagonként integráljuk a következő összefüggések alapján:
  - {\displaystyle \int {\frac {A}{x-a}}\,dx=A\ln |x-a|}
  - {\displaystyle \int {\frac {A}{(x-a)^{k}}}\,dx={\frac {A}{(1-k)(x-a)^{k-1}}}\quad (1<k\in \mathbb {N} )}
  - {\displaystyle \int {\frac {Bx+C}{x^{2}+bx+c}}\,dx={\frac {B}{2}}\ln |x^{2}+bx+c|+{\frac {C-{\frac {Bb}{2}}}{\sqrt {c-{\frac {b^{2}}{4}}}}}\,\arctan {\frac {x+{\frac {b}{2}}}{\sqrt {c-{\frac {b^{2}}{4}}}}}}
  - {\displaystyle \int {\frac {Bx+C}{(x^{2}+bx+c)^{l}}}\,dx={\frac {B}{2}}{\frac {(x^{2}+bx+c)^{1-l}}{1-l}}+\left(C-{\frac {Bb}{2}}\right)\int {\frac {1}{(x^{2}+bx+c)^{l}}}} 
Az utolsó integrandus nevezőjében lévő másodfokú polinomot pedig teljes négyzetté alakítva, a megfelelő helyettesítéssel az integrál {\displaystyle I_{l}=\int {\frac {1}{(t^{2}+1)^{l}}}} alakúra hozható, amelyet a következő redukciós formula segítségével számíthatunk ki: {\displaystyle I_{l}={\frac {1}{2l-2}}{\frac {t}{(t^{2}+1)^{l-1}}}+{\frac {2l-3}{2l-2}}I_{l-1}}

### Trigonometrikus függvények integrálása
Trigonometrikus függvényekből és valós számokból a négy alapművelettel képzett {\displaystyle \,R(\sin x,\cos x)} racionális kifejezések integrálása a {\displaystyle t=\tan {\frac {x}{2}}} helyettesítéssel visszavezethető egy racionális törtfüggvény integrálására.
A helyettesítésből {\displaystyle \sin x={\frac {2t}{1+t^{2}}}}; {\displaystyle \cos x={\frac {1-t^{2}}{1+t^{2}}}} és {\displaystyle dx={\frac {2}{1+t^{2}}}\,dt} adódik.

### Exponenciális függvények integrálása
Az exponenciális függvényből és valós számokból a négy alapművelettel képzett {\displaystyle \,R(e^{x})} racionális kifejezések integrálása a {\displaystyle \,t=e^{x}} helyettesítéssel visszavezethető egy racionális törtfüggvény integrálására.
A helyettesítésből {\displaystyle dx={\frac {1}{t}}\,dt} adódik.

### Hiperbolikus függvények integrálása
Hiperbolikus függvényekből és valós számokból a négy alapművelettel képzett {\displaystyle \,R(\sinh x,\cosh x)} racionális kifejezések integrálása a {\displaystyle t=\tanh {\frac {x}{2}}} helyettesítéssel visszavezethető egy racionális törtfüggvény integrálására.
A helyettesítésből {\displaystyle \sinh x={\frac {2t}{1-t^{2}}}}; {\displaystyle \cosh x={\frac {1+t^{2}}{1-t^{2}}}} és {\displaystyle dx={\frac {2}{1-t^{2}}}\,dt} adódik.
Minthogy azonban a hiperbolikus függvények voltaképpen speciális exponenciális függvények, az exponenciális függvények integrálási módszere is alkalmazható rájuk.

### Irracionális függvények integrálása
A négy alapműveleten kívül gyökvonást vagy törtkitevőt is tartalmazó irracionális kifejezések integrálása a megfelelő helyettesítéssel sok esetben szintén visszavezethető racionális törtfüggvény integrálására. A legfontosabb esetek a következők:
- {\displaystyle R(x,{\sqrt {a^{2}-x^{2}}})} alakú kifejezés integrálása {\displaystyle {\frac {x}{a}}=\sin t} helyettesítéssel;
- {\displaystyle R(x,{\sqrt {a^{2}+x^{2}}})} alakú kifejezés integrálása {\displaystyle {\frac {x}{a}}=\sinh t} helyettesítéssel;
- {\displaystyle R(x,{\sqrt {x^{2}-a^{2}}})} alakú kifejezés integrálása {\displaystyle x\geq 0} esetén {\displaystyle {\frac {x}{a}}=\cosh t}, illetve {\displaystyle x\leq 0} esetén {\displaystyle {\frac {x}{a}}=-\cosh t} helyettesítéssel;
- {\displaystyle R(x^{\frac {p_{1}}{q_{1}}},\dots ,x^{\frac {p_{n}}{q_{n}}})} alakú kifejezés integrálása {\displaystyle \,x=t^{q}} helyettesítéssel, ahol {\displaystyle \,q} a kitevők {\displaystyle q_{1},\dots ,q_{n}} nevezőinek legkisebb közös többszöröse.

#### AzEuler-féle helyettesítések
{\displaystyle R(x,{\sqrt {ax^{2}+bx+c}})} alakú irracionális kifejezések integrálása a következő helyettesítések valamelyikével általában visszavezethető racionális törtfüggvény integrálására:
- {\displaystyle {\sqrt {ax^{2}+bx+c}}=t\pm x{\sqrt {a}}\qquad (a>0)};
- {\displaystyle {\sqrt {ax^{2}+bx+c}}=tx\pm {\sqrt {c}}\qquad (c>0)};
- {\displaystyle {\sqrt {ax^{2}+bx+c}}=t(x-x_{0}),} ahol {\displaystyle \,x_{0}} az {\displaystyle \,ax^{2}+bx+c} polinom valós gyöke.

## A határozott integrál alkalmazásai

### Területszámítás

#### Görbe alatti terület
Az {\displaystyle \int \limits _{a}^{b}f(x)\,dx} határozott integrál geometriai jelentése: az {\displaystyle x=a}, {\displaystyle x=b}, {\displaystyle y=0} egyenesek és az {\displaystyle y=f(x)} függvénygörbe által határolt síkidom előjeles területe (abban az értelemben, hogy az x tengely alá eső területrészt az integrál negatív előjellel számolja). Ebből következik, hogy az {\displaystyle f(x)} és {\displaystyle g(x)} függvénygörbék, valamint az {\displaystyle x=a} és {\displaystyle x=b} egyenesek által határolt síkidom területe: 

Az {\displaystyle x=x(t)}, {\displaystyle y=y(t)}, {\displaystyle t\in [a,b]} paraméteres alakban megadott görbe alatti terület: 

#### Szektorterület
Az {\displaystyle x=x(t)}, {\displaystyle y=y(t)}, {\displaystyle t\in [a,b]} paraméteres alakban megadott görbéhez az origóból húzott szektor területe: 

Az {\displaystyle r=r(\varphi )}, {\displaystyle \varphi \in [\alpha ,\beta ]} polárkoordinátás alakban megadott görbéhez az origóból húzott szektor területe: 

### Ívhosszszámítás
Ha az {\displaystyle f(x)} függvény az {\displaystyle [a,b]} intervallumon differenciálható, és {\displaystyle f'(x)} ugyanitt folytonos, akkor a függvénygörbe hosszúsága az adott intervallumon: 

Az {\displaystyle x=x(t)}, {\displaystyle y=y(t)}, {\displaystyle t\in [a,b]} paraméteres alakban megadott folytonos ív hossza: 

Az {\displaystyle r=r(\varphi )}, {\displaystyle \varphi \in [\alpha ,\beta ]} polárkoordinátás alakban megadott folytonos ív hossza: 

### Térfogatszámítás
Ha az x tengelyre forgásszimmetrikus test palástjának a tengellyel párhuzamos ívét a folytonos {\displaystyle f(x)} függvény írja le, akkor a forgástestnek a tengely {\displaystyle [a,b]} szakaszára eső térfogata: 

Az {\displaystyle x=x(t)}, {\displaystyle y=y(t)}, {\displaystyle t\in [a,b]} paraméteres alakban megadott folytonos ív x tengely körüli megforgatásával nyert forgástest térfogata: 

### Felszínszámítás
Ha az x tengelyre forgásszimmetrikus test palástjának a tengellyel párhuzamos ívét a folytonos {\displaystyle f(x)} függvény írja le, akkor a tengely {\displaystyle [a,b]} szakasza körüli palást felszíne: 

Az {\displaystyle x=x(t)}, {\displaystyle y=y(t)}, {\displaystyle t\in [a,b]} paraméteres alakban megadott folytonos ív x tengely körüli megforgatásával nyert forgástest palástjának felszíne: 

### Súlypontszámítás
Az {\displaystyle f(x)} függvénygörbe a és b abszcisszájú pontok által határolt ívének a súlypontja: 

Ugyanezen ív alatti lemez súlypontja: 

Az ívet az x tengely körül megforgatva, a kapott forgástest súlypontjának abszcisszája pedig: 